# 掌/Kurumi
《掌/Kurumi》，是日本樂團Mr.Children的第25張單曲。2003年11月19日發行。

## 簡介
2003年一整年Mr.Children都投入進新專輯的錄製工作中，因此，這張單曲是歌迷期盼了一年的作品。Mr.Children罕有地以雙A面單曲的形式發行，也是樂團迄今發行過的唯一一張雙A面單曲。
第一首歌曲《掌》以勵志和新生為主題，還包含著反對戰爭的意味。第二首歌曲《Kurumi》則以夢想作為主題，其PV十分著名，講述四個年輕時組樂團的平凡中年人，他們的主唱突然想召集多年前的同伴重新組織樂團，他在一張紙上籌劃樂團的名字，一開始打算用「MR.CHILDREN」，後來改為「MR.ADULTS」。經過多番的勸說，他三個同伴都被感動，大家開始以「MR.ADULTS」之名進行樂團活動。他們到各地場所為老人院、孕婦、酒店賓客等賣力進行演出，可是依然沒有受到歡迎。到PV的最後，雖然他們的音樂夢想還是沒能成功，但是大家都心滿意足了，主唱把樂團名字那張紙扔在地上。當時正是1989年，路過的櫻井和壽拾到紙團，看見「MR.CHILDREN」的名字，當年MR.CHILDREN樂團正式組成。這個感動了無數人的PV後來獲得「SPACE SHOWER Music Video Awards 04」的「BEST VIDEO OF THE YEAR」和「BEST GROUP VIDEO」兩項大獎。
單曲發售後，連續兩週成為Oricon單曲週榜冠軍，連續十週進入Oricon單曲週榜前十位，最終銷量達65.2萬張，是2004年度日本銷量銷量第5位。Mr.Children在2004年有兩張單曲進入年榜前五位，另一張是第2位的《Sign》。

## 收錄曲目
1. 掌
2. Kurumi（くるみ）

- 作詞、作曲：櫻井和壽
- 編曲：小林武史 & Mr.Children

## 外部連結
- 唱片介紹 （页面存档备份，存于） Mr.Children官方網站